# Žampach (Kamenný Přívoz)
Žampach je osada na pravém břehu řeky Sázavy v okrese Praha-západ. Leží asi 0,6 km na sever od Kamenného Přívozu. Část osady na levém břehu Chotouňského potoka je součástí obce Kamenný Přívoz, část Žampachu na pravém břehu potoka je součástí města Jílového u Prahy. Prochází tudy železniční trať Praha - Čerčany, na které se v katastru Jílového nedaleko osady nachází unikátní Žampašský viadukt. V kamenopřívozské části osady je evidováno 9 adres.

## Historie
První písemná zmínka o vesnici pochází z roku 1788.